# Romênia nos Jogos Olímpicos de Verão de 1972
A Romênia competiu nos Jogos Olímpicos de Verão de 1972, realizados em Munique, Alemanha Ocidental.